# Teixeira (apelido)
O sobrenome Teixeira deriva da palavra teixo, nome este de uma árvore gimnospérmica da família das Taxaceae. Começou a ser usado como sobrenome de família durante o século XII pelo Senhor de Teixeira e Gestaçô, D. Hermígio Mendes de Teixeira, personagem da história contemporánea de Portugal do rei D. Sancho I de Portugal.
O sobrenome foi adotado pelo Cristão-novo Bento Teixeira, português nascido em 1561, e denunciado na Bahia (1591-3) e em Pernambuco (1593-5). Em 1601, publicou um conjunto de versos intitulado "Prosopopeia", o primeiro poema escrito no Brasil.
No século XVIII foi criado por D. João VI, rei de Portugal e pai de D. Pedro I do Brasil, por meio de uma Carta Régia de 16 de março de 1818, o Título nobiliárquico de Barão de Teixeira, a favor do grande comerciante e capitalista português Henrique Teixeira de Sampaio, 1.º Senhor de Sampaio, 1.º Conde da Póvoa, e então Primeiro Barão de Teixeira.

## Genealogia

### Em Portugal
Teixeira é um sobrenome de família portuguesa e galega tendo raízes toponímicas cuja origem está no senhorio de Teixeira, concelho de Baião em Portugal, pertencente a Dom Hermígio Mendes de Teixeira, rico-homem no tempo do Rei Sancho I, Descendente dos Senhores de Lanhoso, filho de Mem Viegas e neto de Egas Fafes de Lanhoso, foi o primeiro a chamar-se Teixeira, vivia e era senhor da Quinta do Lameiro (mais tarde chamada de Sequeiros), em Ponte (Vila Verde). Não podendo ser Senhor do Lameiro pela conotação pejorativo do nome, D. Hermígio optou pelo nome de Teixeira. 
D. Hermígio foi casado com D. Maria Pais, filha de D. Paio de Novais, Alcaide-Mor de Vila Nova de Cerveira. Deste casamento houve descendência que continuou o apelido até à atualidade.

#### Descendência
- Hermígio Mendes de Teixeira, senhor de Teixeira e Gestaço
  - Lopo Hermigues Teixeira
  - Martim  lopes Teixeira
  - Maria Lopes
  - Afonso Hermigues
  - Estevainha Hermigues
  - Teresa Hermigues
  - Estevão Hermigues de Teixeira, senhor de Teixeira  e Gestaço, casado com Urraca Fernandes Louredo, (nas inquirições de Caldelas de 1258, é dito que ele foi viver para o Lugar de Pitães, Caldelas concelho de Amares, comprou lá, uma casa e terras)[5]
    - Martins Esteves Teixeira
    - Afonso Esteves Freire da Ordem do Hospital
    - Margarida Esteves
    - Beringueira Esteves
    - Maria Esteves Abadessa de Arouca
    - Rodrigo de Sequeiros, senhor da quinta do Lameiro que ele renomeou de Sequeiros
    - Joáo Esteves de Teixeira senhor de Teixeira e Gestaço casado com Guiomar Lopes Gata
      - Estevão Anes
      - Maria Anes
      - Gonçalo Annes Teixeira, senhor de Teixeira
        - Vasco Gonçalves Teixeira
        - João Gonçalves Teixeira, senhor de Teixeira, alcaide-mor de Óbidos e fronteiro-mor de Trás os Montes (Morreu na Batalha de Aljubarrota do lado da rainha)
          - Gonçalo Teixeira (morreu com o seu pai em Aljubarrota)
          - Vasco Gonçalves Teixeira, senhor de Teixeira (foi armado cavaleiro na Batalha de Aljubarrota por D. João I, combateu contra o pai e o irmão mais velho) casou com Catarina Anes de Berredo...[4]

### No Brasil
Tradicionalmente se considera que os Teixeira(s) vieram da região de Belmonte (Portugal) para o Brasil ao final do século XVIII, aparentemente com as famílias Góis e Mello, para algum tempo depois unificar-se como um sobrenome único de família. Inicialmente se estabeleceram na cidade de Recife, em Pernambuco, partindo depois para o interior do Piauí onde fixaram-se na Fazenda Paulista (atual cidade de Paulistana) de posse do Nobre português Valério Coelho Rodrigues, personagem importante no processo de colonização do Piauí e no assentamento de sua base econômica. No Ceará, se instalaram em Mombaça, cidade do sertão central. Nesta região esta família teve notável participação na política e na economia, gerando uma considerável descendência, a qual teve continuidade por meio das famílias Castelo e Benevides. Além de promoverem a endogamia, isto é casamentos nas mesmas famílias, estando presente em Cabrobó, Santa Maria da Boa Vista, Salgueiro, Mirandiba, São José do Belmonte, Terra Nova, Ouricuri e Parnamirim.

#### Teixeira de Souza[7][8]
Conforme os registros documentais pesquisados, esta família teve início em Conceição da Barra, Comarca do Rio das Mortes, pelo casamento do patriarca Cap. Francisco José Teixeira com Ana Josefa de Souza Monteiro.
O Capitão Francisco José Teixeira (1750 - 1780), minerador no Rio das Mortes, Minas Gerais, filho legítimo de Belchior Gonçalves e Elena (ou Helena) Teixeira. Ele casou-se (16.05.1774), na Capela de Nossa Senhora da Conceição da Barra, com Ana Josefa Martins, depois referida como Ana Josefa de Souza ou de Souza Monteiro (1758, São João Del Rei - 23.01.1808, Conceição da Barra, Comarca do Rio das Mortes), filha de André Martins Ferreira e de Maria de Souza Monteiro. Foram proprietários da Fazenda da Ilha, em Conceição da Barra, Comarca do Rio das Mortes. Francisco José e Ana Josefa tiveram vasta descendência. Entre seus filhos, destaca-se o Barão de Itambé, Francisco José Teixeira (06.09.1780, Conceição da Barra de Minas - 22.03.1866, Vassouras), patriarca do clã dos Teixeira Leite de Vassouras, Rio de Janeiro. São seus filhos:
1. Ana Esméria Teixeira de Souza (1775, Conceição da Barra - 06.05.1842, Conceição da Barra) - Ana Esméria era a primogênita do Cap. Francisco José Teixeira e Ana Josefa de Souza Monteiro. Casou-se aos treze anos (22.08.1788) em Conceição da Barra, com Manoel da Costa Rios (31.03.1758 - 25.12.1812), nascido na localidade de Ventorella, freguesia de São Cristóvão de Refojos, Concelho de Santo Tirso, Distrito do Porto, filho legítimo de João da Costa Rios e de Josefa Ferreira Carneiro. Ana Esméria e Manoel tiveram os seguintes filhos: Mariana Osória Teixeira de Souza, Antonio Teixeira da Costa Rios, Maria Esméria Teixeira de Souza, João Evangelista de Souza, Ana Josefa de Souza, Delfina Matildes de Souza
2. Josefa de Souza Monteiro (1775, Conceição da Barra - ?) - Segunda filha do casal Francisco José Teixeira e Ana Josefa de Souza Monteiro, ela tinha treze anos quando foi feito o inventário do pai (1788). Ela se casou (21.05.1792) em Conceição da Barra, com o Cap. Manoel Ferreira Leite, nascido em Nazaré (1766). Manoel era morador de São João del Rei, onde foi tesoureiro e mesário da Irmandade do Santíssimo Sacramento e onde construiu a Ponte do Rosário sobre o Rio Lenhoso. Manoel e Josefa tiveram os seguintes filhos: Ana Josefa de Souza, Felicidade Perpétua do Sacramento, Maria Josefa de Souza, Francisca Bernardina Ferreira Leite, Manoel Ferreira Leite, Inácia Ferreira Leite, Cândida Esméria de Souza e Constância Perpétua de Souza
3. Antonio José Teixeira (1779, Conceição da Barra - ?, 1808, Conceição da Barra) - Antonio José Teixeira tinha nove anos na abertura do inventário de seu pai Cap. Francisco José Teixeira em 1788. Casou-se (13.09.1802) com Josefa Joaquina da Silva Moura na Matriz do Pilar. Na mesma cerimônia casaram também seu irmão Francisco José Teixeira e Francisca Bernardina do Nascimento, futuros Barões de Itambé. Josefa Joaquina era filha do Dr. Joaquim da Silva Tavares e Luzia Perpétua de Moura.
4. Francisco José Teixeira (Barão de Itambé) - Francisco José Teixeira (06.09.1780, Conceição da Barra - 22.03.1866, Vassouras), casou-se (13.09.1802, São João del Rei) com Francisca Bernardina do Sacramento Leite Ribeiro, filha do Sargento-Mor José Leite Ribeiro e de Escolástica Maria de Jesus. Em 15.11.1846 foi agraciado por carta imperial com o título de Barão de Itambé. Francisco José e Francisca Bernardina tiveram os seguintes filhos:

- José Eugenio Teixeira Leite (28-7-1803, Conceição da Barra - ?) casou em 25-1-1835 com Maria Guilhermina Cândida Teixeira, sua prima. Tiveram os seguintes filhos: José Eugenio Teixeira Leite Filho; Francisco Leopoldo Teixeira Leite; Maria Teixeira Leite (1846-1896), casada com o primo Carlos Artur Teixeira Leite, filho do Barão de Vassouras; João Teixeira Leite; Francisca Teixeira Leite, casada com o primo João Evangelista Teixeira Leite; Ana Teixeira Leite, segunda mulher do primo e cunhado João Evangelista Teixeira Leite.
- Francisco José Teixeira Leite (13.11.1804, Faz. da Ilha, Conceição da Barra) - Nomeado Barão de Vassouras por decreto Imperial de 17.05.1871. Casou-se com sua prima Maria Esméria do Sacramento, filha de Anastácio Leite Ribeiro e Maria Esméria do Sacramento, e teve com ela os seguintes filhos: Ambrosina Augusta Teixeira de Almeida (1830-1853), casada com Caetano Furquim de Almeida; Maria Paulina Teixeira de Almeida (1837-1907), segunda mulher do cunhado Caetano Furquim de Almeida; Francisco Carlos Teixeira Leite (1837-1910) casado com Leopoldina Vidal Dias (1843- 1891), neta de Francisco Leite Ribeiro e filha de José Vidal Dias e Francisca Tereza Vidal Leite Ribeiro; Joaquim Américo Teixeira Leite (1839 - 1856); Carlos Artur Teixeira Leite (1840 - 1888), casado com Maria Teixeira Leite; Custódio Alfredo Teixeira Leite (1843 - 1886), casado com Maria Isabel Pinto Ferraz; Anastácio Teixeira Leite (1844 - 1912), casado com Maria Isabel Barcelos.

Em seguida, após enviuvar, casou-se com Ana Alexandrina Leite Guimarães, com quem teve os seguintes filhos: Alfredo Carlos Teixeira Leite (1852 - 1896), casado com Francisca Alves Barbosa; Cristina Teixeira Leite (1854 - 1936), casada com o Dr. Alfredo Maria Adriano d'Escragnolle Taunay, Visconde de Taunay, (1843- 1899); Afonso Teixeira Leite (1855 - 1874); Leopoldo Teixeira Leite (1859 - 1932), casado com Inês Figueira de Melo; Eugenia (1865 - 1934), casada com Augusto Carlos da Silva Telles; Francisco José (1870 - 1885); Margarida, casada com Feliciano Duarte Penido
- João Evangelista Teixeira Leite (15.05.1807, Conceição da Barra) - Casou-se em 26.10.1837 com Ana Bernardina de Carvalho (1816 - 1851), filha do primeiro Barão de Amparo. Tiveram os seguintes filhos: João Evangelista Teixeira Leite, casado primeiro com Francisca Teixeira Leite e depois com Ana Teixeira Leite, filhas de José Eugênio Teixeira Leite e Maria Guilhermina (vide acima); Francisco Augusto Teixeira Leite; Amélia Eugênia Teixeira Leite, casada com o tio Joaquim Gomes Leite de Carvalho, segundo Barão do Amparo; Francisca Bernardina Teixeira Leite batizada na Matriz do Engenho Velho, Rio de Janeiro, casada com Francisco Belisário Soares de Souza; Ana Bernardina Teixeira Leite, batizada (25.12.1847) em Barra Mansa, casou-se (24.11.1864) no Rio de Janeiro com Cândido José Rodrigues Torres, Barão de Itambi (Brasil) e Visconde de Torres (Portugal).
- Mariana Alexandrina Teixeira Leite (18.12.1808, Conceição da Barra - 28.06.1842, São João del Rei). Casou-se (02.11.1827) com Batista Caetano de Almeida (03.05.1797 - 24.06.1839). Tiveram os seguintes filhos: Mariana Teixeira Leite casada com o tio Carlos Teixeira Leite (vide abaixo); Emília Dorner de Almeida, casada com o primo Francisco Teixeira Leite Guimarães; Batista Caetano Teixeira de Almeida, nascido em 15.04.1832, casou-se com Luiza Augusta Guimarães; Manoel Furquim Teixeira Leite de Almeida; Francisca Bernardina Teixeira de Almeida, casada com Custodio Leite de Abreu.
- Antonio Carlos Teixeira Leite (26.07.1810, Conceição da Barra - 20-10-1810, Conceição da Barra) - Casou pela primeira vez com a prima Mariana Jesuína Teixeira e depois com Umbelina Cândida Teixeira, sua cunhada. Segundo Armando Vidal Leite Ribeiro, teria tido filhos com a primeira mulher [carece de fontes?], e teve também os seguintes filhos com a segunda: João Olímpio Teixeira Leite; Antonio Carlos Teixeira Leite; Custódio Teixeira Leite Sobrinho, casado com a prima Francisca de Brito Teixeira Leite; Umbelina Teixeira Leite, casada com o Barão de São Geraldo; Ernestina Teixeira Leite, casada com o primo Alfredo Leite Ribeiro; Carlos Alberto Teixeira Leite, casado com sua prima Mariana de Abreu Teixeira Leite; Jorge Luiz Teixeira Leite, casado com Julia da Silva; Luciano Arnaldo Teixeira Leite.
- Joaquim José Teixeira Leite (06.02.1812, Conceição da Barra - 14.11.1872, Rio de Janeiro) - Casou-se em 15.08.1847 com Ana Esméria Correia e Castro, filha do Barão de Campo Belo. Tiveram os seguintes filhas: Francisca Teixeira Leite; Eufrásia Teixeira Leite (1850 - 12.09.1930). Herdou de seu pai, entre outros bens, a chácara da Hera em Vassouras. Viveu muitos anos em Paris, dizem que por causa de uma paixão por Joaquim Nabuco. Faleceu solteira, deixando um testamento controverso, que teve como resultado final, a apropriação dos seus bens pelo então ditador Getúlio Vargas, após uma complicada disputa judicial. Para que os seus sobrinhos em segundo grau não pudessem ter qualquer direito à herança, foi estabelecido através de um decreto do ditador Vargas que só teriam direito à herança, colaterais até segundo grau, conforme até hoje se pratica.
- Carlos Teixeira Leite (28.07.1814, Conceição da Barra - ?) - Casou-se em 06.09.1844 com a sobrinha Mariana Alexandrina Teixeira de Almeida, filha de Batista Caetano de Almeida e Maria Alexandrina, com quem teve os seguintes filhos: Mariana Teixeira Leite, casada com o primo Guilherme de Almeida Magalhães; Carlos Teixeira Leite, falecido solteiro; Luciano Teixeira Leite, casado com Ana de Sales Cunha;

Em 18.10.1858 casou-se novamente, desta vez com a prima Carlota Augusta Teixeira, com quem teve os seguintes filhos: Francisca Teixeira Leite, casada com Manoel Pedro da Silva Bruhns; Francisco José Teixeira Leite; Ernesto Teixeira Leite falecido na infância; Julieta Teixeira Leite, idem; Estefânia Teixeira Leite, idem;
- Ana Jesuína Cândida Teixeira Leite (10.12.1815 - ?), casada com o primo Luciano Leite Ribeiro, filho de Antonio Leite Ribeiro e Bernardina Constância de Barros. Não teve filhos, segundo Armando Vidal Leite Ribeiro.
- Maria Gabriela Teixeira Leite (28.09.1817 - 21.08.1883) - Casou-se (06.09.1844), em Conceição da Barra com o primo Francisco José Teixeira e Souza (1800 - ?), filho de Manoel Antonio Teixeira e Maria Esméria Cândida.
- Custódio Teixeira Leite (1819, Conceição da Barra - 01.02.1883, Nice, França) - Casou-se com a prima Tereza Vidal Leite Ribeiro. Tiveram três filhos, todos falecidos solteiros sem descendência.

#### Teixeira Portugal[9][10]
A origem da família Teixeira Portugal remete-se ao patriarca José Teixeira, (filho de Manuel Teixeira e Ana Teixeira) e Ana Maria (filha de Manuel Teixeira e Maria Teresa). Os dois casaram-se na Freguesia de São Miguel do Freixo de Cima, Concelho de Amarante, Porto em 30.03.1803 e foram pais de vários filhos dentre eles aqueles que deram origem à família Teixeira Portugal na região serrana fluminense, citados a seguir:
1. José Teixeira (04.07.1806, Freixo de Cima, Amarante - ?)
2. Maria Teixeira (20.02.1809, Freixo de Cima, Amarante - ?) - Casou-se (24.03.1827) com Manuel Teixeira de Abreu, filho de Antônio Teixeira de Abreu e Eugênia Maria, da localidade de Ranhadouro e juntos tiveram os seguintes filhos: Antônio Teixeira de Abreu, (17.02.1834, Freixo de Cima, Amarante - ?); Francisco Teixeira de Abreu, (06.05.1835, Freixo de Cima, Amarante - ?); Joaquim Teixeira de Abreu, (29.06.1837, Freixo de Cima, Amarante - ?), casado (30.10.1861, Santa Maria Madalena, Rio de Janeiro) com Maria Francisca de Jesus (?, Valão do Barro, Rio de Janeiro - ?), filha natural de Maria Joana de Oliveira; Adam Teixeira de Abreu, (01.12.1838, Freixo de Cima, Amarante - ?); Francisco Teixeira de Abreu, (09.12.1843, Freixo de Cima, Amarante - ?); Domingos Teixeira de Abreu, (03.12.1845, Freixo de Cima, Amarante - ?, São Fidélis, Rio de Janeiro), casado (junho de 1873, Santa Maria Madalena, Rio de Janeiro) com Laura Felícia de Gouveia (?, Nova Fidélis, Rio de Janeiro - ?) filha de Ana Felícia Gouveia.
3. Manuel José Teixeira Portugal, nascido (22.08.1812, Freixo de Cima, Amarante - 18.07.1886, Freixo de Cima, Amarante) - Conta-se que Manuel José Teixeira Portugal teria vindo para o Brasil em 1822, tendo desembarcado no Porto da cidade do Rio de Janeiro, onde trabalhou no comércio, tornou-se comprador e vendedor de ovos e aves. Atuando como mascate, deixou a cidade do Rio de Janeiro, indo à direção da então Freguesia da S. S. Trindade, hoje Distrito de Japuíba, Município de Cachoeiras de Macacu, ali se estabelecendo temporariamente, e onde conheceu Isabel Maria de Jesus (03.08.1817, Freguesia da S. S. Trindade - 21.08.1877, Freguesia da S. S. Trindade), filha de Francisco José da Silva e de Maria Josefa da Silva. Manuel José Teixeira Portugal e Isabel Maria de Jesus casaram-se (28.05.1832), na então Freguesia da S. S. Trindade (atualmente Igreja de Santana). Como mascate, ele dedicou-se ainda ao comércio de armarinhos, tecidos, joias, etc., até chegar à região de Cantagalo (RJ) onde, com a esposa Isabel Maria de Jesus, trabalharam, como colonos, em lavoura de café. Mais tarde seguiram pelo caminho colonial em direção à Macuco e São Francisco de Paula para se estabelecerem definitivamente na área em que posteriormente teve início à cidade de Santa Maria Madalena. O desbravamento da Região de Santa Maria Madalena iniciou-se a partir do início do Século XIX, por viajantes que buscavam alcançar a estrada que ligava Cantagalo a Macaé. Registros concretos, entretanto, surgiram apenas a partir de 1835 e mais precisamente a partir de 1840, com o apossamento de parte das terras existentes nas cabeceiras do Córrego São Domingos, então pertencentes a Cantagalo, pelo português Manuel José Teixeira Portugal. Conforme pesquisa de registros no Almanaque Laemmert, em Santa Maria Madalena, Manuel José Teixeira Portugal foi padeiro (entre 1857 e 1858), proprietário de padaria (entre 1859 e 1864) e fazendeiro de café (entre 1857 e 1878). Após enviuvar, Manuel José Teixeira Portugal retornou a sua terra natal, passando a morar no lugar chamado Arrifana, onde, contraiu novo matrimônio (06.09.1885), desta vez, com Rosa Maria de Oliveira, filha de João de Oliveira e Maria Joaquina. Conta-se que Rosa Maria de Oliveira era enfermeira e, nesta condição, cuidou de Manuel José Teixeira Portugal, tendo ao final com ele contraído matrimônio. Na época, ela estava com apenas 23 anos e ele 73. O casamento, entretanto, durou pouco, pois 9 meses depois Manuel falecia, não havendo prole dessa união. De Manuel José Teixeira Portugal e Isabel Maria de Jesus houve uma vasta descendência, disseminada por todo o Rio de Janeiro, nas regiões Serrana, Norte Fluminense e adjacências.
4. José Teixeira, nascido (28.04.1815, Freixo de Cima, Amarante - ?)
5. Custódia Teixeira, nascida (11.12.1817, Freixo de Cima, Amarante - ?)
6. Antônio Teixeira, nascido (26.11.1819, Freixo de Cima, Amarante - ?)
7. José Teixeira, nascido (18.02.1821, Freixo de Cima, Amarante - ?)
8. Rosa Teixeira, nascida (30.07.1823, Freixo de Cima, Amarante - ?) - Casou-se (31.03.1853) com José Carvalho, filho de Quitéria Ribeiro, natural da Freguesia de Santo André de Telões.
9. Ana Teixeira, nascida (28.10.1825, Freixo de Cima, Amarante - ?)
10. José Teixeira Portugal Freixo (23.04.1828, Freixo de Cima, Amarante - ?) - No Brasil, ele adotou o nome de José Teixeira Portugal Freixo (Comendador), Portugal do país de origem e Freixo da então Freguesia, e também se instalou em Santa Maria Madalena, onde se casou (06.09.1858) com Laura Maria de Jesus (1830, Cantagalo - 27.04.1865, Santa Maria Madalena), filha do Capitão João de Souza Botelho (neta do patriarca João Machado Botelho) e Maria Joaquina de Jesus e viúva de Luís de Souza Coelho. Conforme pesquisa de registros no Almanaque Laemmert, em Santa Maria Madalena, José Teixeira Portugal Freixo foi Cônsul Geral de Portugal (de 1881 a 1883) e fazendeiro de café (entre 1859 a 1866, entre 1875 a 1878 e novamente de 1882 a 1883). José Teixeira Portugal Freixo foi ainda, em Santa Maria Madalena, Comendador da Ordem de Cristo, Vereador (1874), Delegado de Polícia (1875), Agente Consular de Portugal e Coronel da Guarda Nacional. Ainda solteiro teve um filho com Cândida Rosa de Castro, chamado Antônio (21.12.1856, Santa Maria Madalena - 25.05.1927, Jundiaí). Este filho casou-se com Isabel Teixeira Cipriano, filha de José Teixeira Cipriano e Ana Teixeira Portugal. Antônio e Isabel tiveram os seguintes filhos: Adélia (28.03.1881, Santa Maria Madalena - ?), Maria do Carmo (07.08.1882, Santa Maria Madalena - ?), Alberto (1887, Santa Maria Madalena - ?), Dolores (04.08.1888. Santa Maria Madalena - ?), José, nascido em Santa Maria Madalena (? - ?), Ana (10.08.1890 - ?), Alaíde (13.09.1896, Suzano - ?), Albertina (04.11.1897, Mogi das Cruzes - ?) e Antônio (19.06.1899, Mogi das Cruzes - ?). José Teixeira Portugal Freixo casou-se (06.09.1858) pela primeira vez em Santa Maria Madalena com Laura Maria de Jesus. O casal teve três filhos: Manuel (15.05.1859, Santa Maria Madalena - 05.11.1859, Santa Maria Madalena), Maria (26.08.1860, Santa Maria Madalena - ?), casada com Manuel do Rego Pontes e Isabel (04.11.1861, Santa Maria Madalena - 06.10.1951, Santa Maria Madalena) casada com o português Manuel Pereira da Estrela (20.12.1842 - 20.07.1912). Tendo enviuvado (27.04.1865), José Teixeira Portugal Freixo casou-se novamente (30.09.1867), na Igreja Matriz do Santíssimo Sacramento de Cantagalo, com Maria de Jesus Ribeiro, (sobrinha de Laura), filha de Manuel Dias Ribeiro e Ana Maria de Jesus Serpa Ribeiro. O casal teve 10 filhos, gerando uma vasta descendência.

## Heráldica

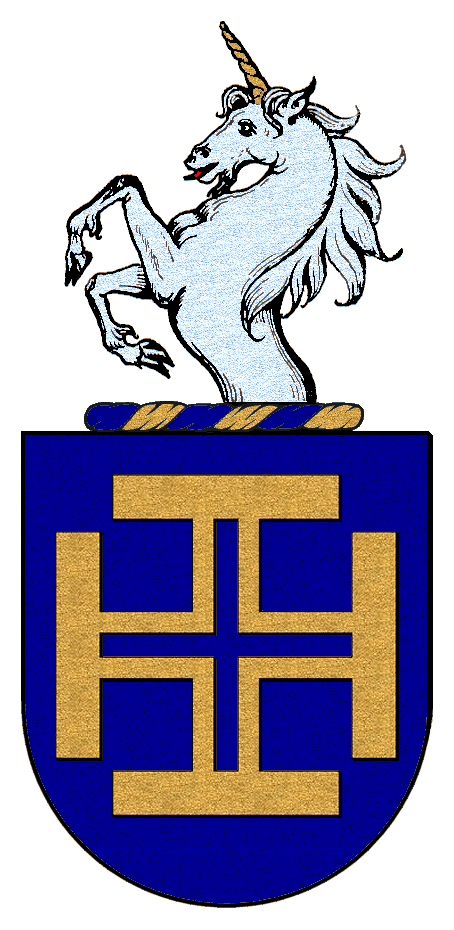
Brasão dos Teixeiras

Conforme o heraldista e genealogista Anselmo Freire, o brasão de armas dos Teixeira(s) (conforme mostrado acima, à direita) seria descrito assim: De negro, cruz potenteia de prata, vazia do campo. Timbre: unicórnio nascente e volvido de prata. "O Nobiliário de Famílias de Portugal", informa que Dom Egas Fafes de Lanhoso esteve na cidade de Jerusalém, local onde veio a receber das mãos do rei Balduíno III de Jerusalém as Armas de Brasão que usam os Teixeira seus descendentes.